# 特拉尼主教座堂

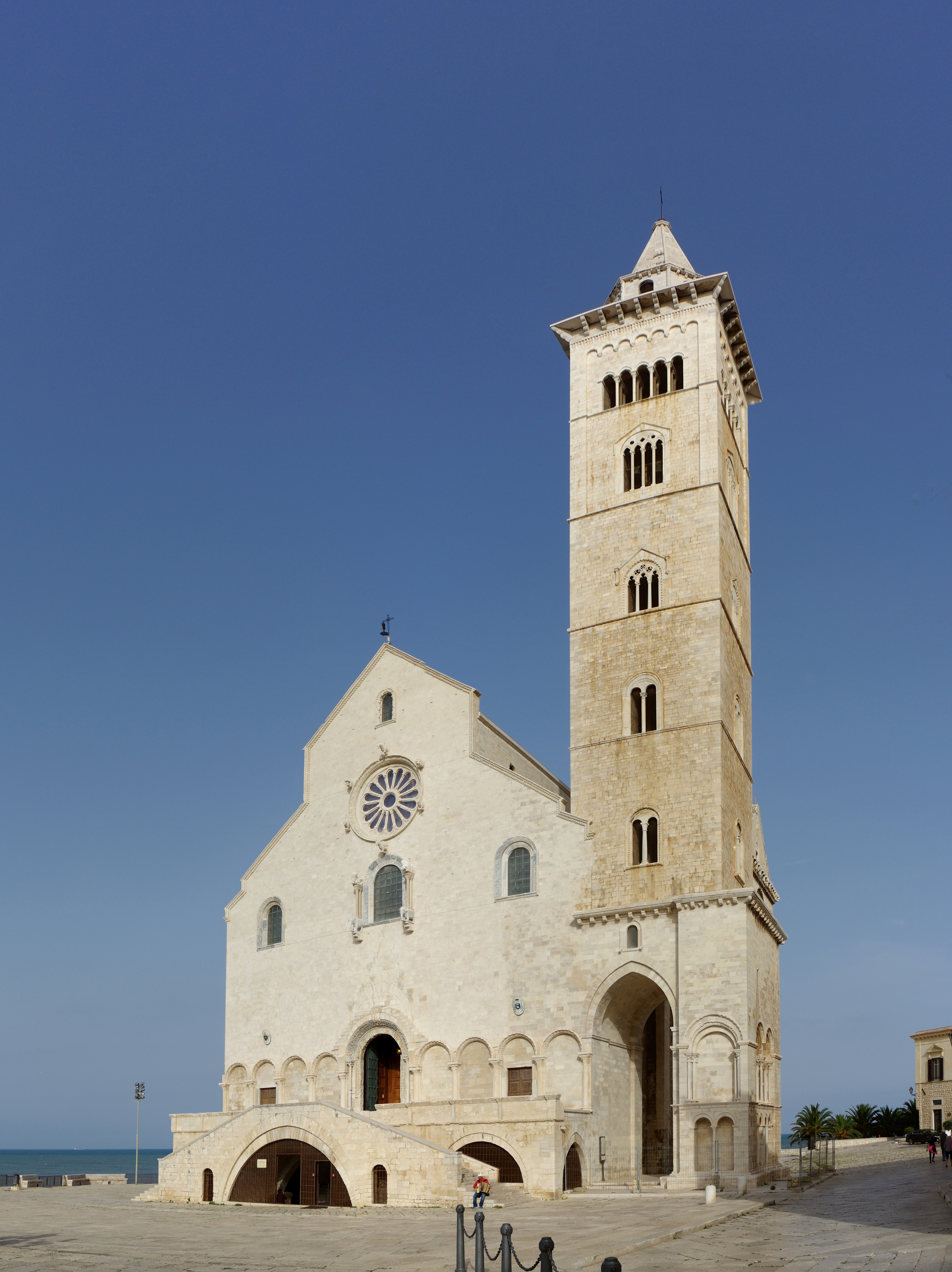

特拉尼主教座堂 (義大利語：Cattedrale di Trani; Cattedrale di San Nicola Pellegrino) 位于意大利普利亚大区特拉尼. 是天主教特拉尼-巴列塔-毕斯塞格列总教区的主教座堂.
该堂为罗曼式建筑，建于1099年。